# Beatrix Potter
Pour les articles homonymes, voir Potter.
Ne doit pas être confondue avec l'économiste et socialiste britannique Beatrice Potter Webb.
Helen Beatrix Potter, simplement appelée Beatrix Potter, née dans les Bolton Gardens, quartier sud de Kensington (district de Londres), le 28 juillet 1866 et morte à Sawrey, dans le comté de Cumbria, le 22 décembre 1943, est une naturaliste, illustratrice et écrivaine britannique. Elle est principalement connue pour ses livres destinés à la jeunesse dont les plus connus sont Pierre Lapin et Jeannot Lapin.

## Biographie

### Jeunesse et formation
Beatrix Potter est  la fille de Rupert et d'Helen Potter, famille de la bourgeoisie enrichie par l'industrie cotonnière du Lancashire. Elle est éduquée à domicile, où ses parents lui transmettent l’amour de l’art et des activités artistiques ; enfant, Beatrix rencontre peu d'enfants de son âge.
Son père, Rupert est un riche avocat et un photographe amateur, féru d'art, qui emmène sa fille et son fils Bertram aux expositions de la Royal Academy. 
Le peintre préraphaélite John Millais est un ami de la famille, qui l'encourage à poursuivre ses activités de dessinatrice. Beatrix est littéralement en adoration devant son tableau Ophelia, qui est à ses yeux « une des plus merveilleuses peintures au monde ».
De novembre 1878 à mai 1883, les parents de Beatrix l'inscrivent à la National Art Training School (maintenant devenue le Royal College of Art) pour qu'elle y suive des cours de dessin.
Les mois d'été, la famille s'installe à Wray Castle, près d'Ambleside, dans le Lake District, au nord de l'Angleterre. C’est un véritable paradis pour la jeune fille qui trompe son ennui grâce à l'étude de la nature : herbier, collection de fossiles ou d'insectes, approfondissant ses connaissances scientifiques,. 
C'est également à Wray Castle, que Beatrix, à ses 16 ans, fait la rencontre, déterminante, du prêtre anglican Hardwicke Rawnsley. Ce grand amoureux de la région des Lacs milite pour la protection de l'environnement et fondera en 1895 le National Trust. Il encourage son goût du dessin naturaliste, l'encourage à poursuivre ses recherches sur les animaux et les plantes et la pousse à fréquenter le British Museum.
Beatrix se passionne pour la mycologie. Pendant des années, elle récolte des spécimens, les dissèque, les dessine dans les moindres détails et développe bientôt une théorie sur la propagation des lichens selon laquelle l'association lichénique entre algues et champignons est mutualiste. Soutenue par son oncle, le chimiste Sir Henry Enfield Roscoe, elle présente ses recherches aux botanistes des Jardins botaniques royaux de Kew, en pure perte : elle est victime de l'ostracisme d'une communauté scientifique, car elle est une femme et cela la relègue au rang d'amateur. La Linnean Society of London organise une conférence autour de ses recherches à laquelle elle n'aura pas, en tant que femme, le droit d'assister, c'est un ami qui présente son article : On the Germination of the Spores of the Agaricinea / De la germination des spores de l'agaricinée.
Elle a légué plus de 450 dessins naturalistes à l'Armitt Museum Gallery d'Ambleside.

### Carrière professionnelle
En 1890, sur le conseil d'Hardwicke Rawnsley, elle crée, à partir de ses dessins d'animaux et de plantes, ses premières cartes de vœux et les envoie à Hildesheimer & Faulkner (Siegmund Hildesheimer (en)), un éditeur londonien spécialisé dans les cartes de vœux et de Noël ; l'éditeur conquis envoie un chèque de 6 £ et lui commande d'autres dessins. 
En septembre 1893, Noël Moore, le fils âgé de 5 ans de sa gouvernante Annie Carter Moore, tombe malade. Pour accompagner sa convalescence, Beatrix lui compose l'histoire de quatre petits lapins nommés Flopsy, Mopsy, Cottontail, et Peter,,.
En 1900, Potter reprend son histoire des quatre petits lapins, lui donne un nouveau titre The Tale of Peter Rabbit / Le conte de Pierre Lapin et fabrique à la main un livre sur le modèle de The Story of Little Black Sambo (en) d'Helen Bannerman, publié en 1899, qui fut un des premiers best-sellers de la littérature pour enfants. Modèle de petit format adapté aux petites mains enfantines.  Beatrix propose son manuscrit à divers éditeurs, mais tous refusent, alors elle décide de le publier à compte d'auteur. Elle commande un premier tirage de 250 exemplaires en septembre 1901 pour coût de 11 £. Les livres déposés dans les librairies locales  disparaissent rapidement, l'auteur de Sherlock Holmes, Arthur Conan Doyle, en achète un exemplaire pour ses enfants,, le retour des lecteurs est élogieux aussi Beatrix commande un second tirage de 200 exemplaires.     
Entre-temps, Frederick Warne & Co., l’un des éditeurs qui l'avaient précédemment refusé, entendant parler de son succès accepte de publier The Tale of Peter Rabbit / Le conte de Pierre Lapin avec des illustrations en couleurs. C'est ainsi qu'en octobre 1902, est édité The Tale of Peter Rabbit, trois mois plus tard, en décembre 1902, les premiers 28 000 exemplaires sont vendus. Femme d'affaires avisée, elle dépose un brevet pour une poupée à l'effigie de Pierre Lapin en 1903.  
Beatrix Potter a 36 ans, vit toujours chez ses parents, mais gagne sa vie pour la première fois. 
En 1905, elle achète avec ses revenus la ferme Hill Top à Near Sawrey dans le comté de Cumbria. Les dix années qui suivent verront la naissance de 23 albums. La famille de Peter Rabbit s'agrandit : Jeremy Fisher le Crapaud, Cecily Parsley, Miss Moppet et bien d'autres évoluent dans un univers souvent cruel, alors que leur auteur, reconnue, se délivre peu à peu de la tutelle pesante de ses parents.

### Remarques
- L'anthropomorphisme de ses personnages est contrebalancé par la précision anatomique de son trait. Ses lapins ressemblent à des lapins et se conduisent comme tels. Leurs rapports avec les humains ne sont jamais édulcorés. Ainsi, le père de Peter Rabbit finit ses jours dans une tourte cuisinée par madame McGregor ;
- Son exigence du mot juste : convaincue que les enfants sont sensibles aux mots qu'ils apprennent, elle s'est toujours refusée à remplacer un terme, si difficile soit-il, par un autre, plus simple mais moins précis.

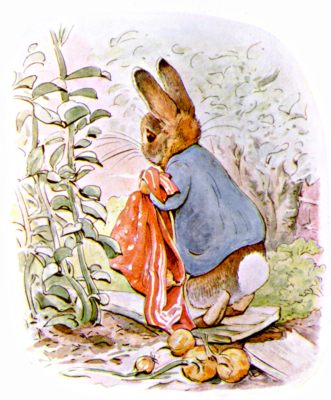
Benjamin Bunny (dans « Jeannot lapin »). Dessin aquarellé de Beatrix Potter.

### Vie privée
Elle se fiance avec Norman Warne (en), son éditeur, à l'âge de 39 ans, mais il meurt, foudroyé par une leucémie, quelques mois après l'annonce officielle des fiançailles. En 1913, elle épouse Williams Heelis, un notaire d'Ambleside dans le Lake District. À partir de cette date, elle se consacre moins à l'écriture et à l'illustration ; elle abandonne progressivement Peter Rabbit pour se consacrer, avec son mari, à la vie rurale et en particulier à l'élevage de moutons Herdwick, race de moutons indigènes. 
Elle meurt à Sawrey, en Cumbria, le 22 décembre 1943. Elle lègue au National Trust 14 fermes, 4 000 acres (16 km2) de terre, ses troupeaux de moutons Herdwick et, bien sûr, ses lapins, qui, affirmait-elle, étaient les descendants du véritable Peter Rabbit.

## Œuvres
Les 23 contes :
1. 1902 – Pierre Lapin (The Tale of Peter Rabbit)
2. 1903 – Noisette l'écureuil (The Tale of Squirrel Nutkin)
3. 1903 – Le Tailleur de Gloucester (The Tailor of Gloucester)
4. 1904 – Jeannot Lapin (The Tale of Benjamin Bunny)
5. 1904 – Deux vilaines souris (The Tale of Two Bad Mice)
6. 1905 – Madame Piquedru la blanchisseuse (The Tale of Mrs. Tiggy-Winkle)
7. 1905 – Le pâté à la souris (The Tale of the Pie and the Patty-Pan)
8. 1906 – Jérémie Pêche-à-la-Ligne (The Tale of Mr. Jeremy Fisher)
9. 1906 – Le Méchant Petit lapin (The Story of A Fierce Bad Rabbit)
10. 1906 – Mademoiselle Mitoufle (The Story of Miss Moppet)
11. 1907 – Tom Chaton (The Tale of Tom Kitten)
12. 1908 – Sophie Canétang (The Tale of Jemima Puddle-Duck)
13. 1908 – Samuel le Moustachu ou le pâté au chat (The Tale of Samuel Whiskers or, The Roly-Poly Pudding)
14. 1909 – La Famille Flopsaut (The Tale of the Flopsy Bunnies)
15. 1909 – Gingembre et Girofle (The Tale of Ginger and Pickles)
16. 1910 – Madame Trotte-menu (The Tale of Mrs. Tittlemouse)
17. 1911 – Panache Petitgris (The Tale of Timmy Tiptoes)
18. 1912 – L'Aventure de Monsieur Tod (The Tale of Mr. Tod)
19. 1913 – Rebondi Cochonnet (The Tale of Pigling Bland)
20. 1917 – Les comptines de Pom Pommette (Appley Dapply's Nursery Rhymes)
21. 1918 – Petit-Jean des Villes (The Tale of Johnny Town-Mouse)
22. 1922 – Les comptines de Cécile Persil (Cecily Parsley's Nursery Rhymes)
23. 1930 – Petit cochon Robinson (The Tale of Little Pig Robinson)

Autres œuvres :
- 1929 – The Fairy Caravan[32], à la demande de l'éditeur américain Alexander McKay, David McKay Compagny, Philadelphie (les illustrations sont en noir & blanc)
- 1932 – Sister Anne, (illustrations Katharine Sturges), publication seulement aux Etats-Unis, David McKay Compagny, Philadelphie

Publications posthumes (en France) :
- 1996 –  Les Champignons mignon, éditeur Bibliothèque de l'Image (66 champignons dessinés entre 1893 et 1898)
- 2006 –  Beatrix Potter's Journal, éditeur Penquin Group, (fac-similé du journal qu'elle a tenu de 1881 à 1897 (de 15 et 31 ans), illustré façon scrapbooking)[33]
- 2007 – Trois petites souris, écrit en 1893, publié en France en 2007, Gallimard, Le Grand Livre de Beatrix Potter
- 2007 – Le Noël des lapins, écrit en 1893, publié en France en 2007, Gallimard, Le Grand Livre de Beatrix Potter et en 2014, Les contes de Noël de Pierre Lapin.
- 2007 – Le vieux chat sournois (The sly old cat ), écrit en 1906, publié en Grande-Bretagne en 1971, publié en France en 2007, Gallimard, Le Grand Livre de Beatrix Potter
- 2007 – Le renard et la cigogne, écrit en 1919, publié en France en 2007, Gallimard, Le Grand Livre de Beatrix Potter
- 2014 – Sam Balance (Wag-By-Wall), écrit sans illustrations en 1909, publié en Grande-Bretagne en 1944 avec illustrations de J.J. Lankes; publié en France en 2014, Gallimard, Les contes de Noël de Pierre Lapin, illustré d'aquarelles de Beatrix Potter.
- 2014 – Le sucre cassonade, écrit en 1912, extrait d'un recueil de nouvelles publié en 1929 en Grande-Bretagne; publié en France en 2014, Gallimard, Les contes de Noël de Pierre Lapin[34].
- 2016 – L'histoire de Miss Kitty (The Tale of Kitty-in-Boots),  manuscrit écrit en 1914, retrouvé dans les archives d'un musée londonien et publié en 2016 en Grande-Bretagne[35] et en France par Gallimard (illustrations Quentin Blake).

## Œuvres évoquant la vie et l'œuvre de Beatrix Potter

### Biographie (en français)
- Le Petit Monde animal de Beatrix Potter, Margaret Lane, 1983, Gallimard,  traduction de The magics years of Beatrix Potter, 1978.

### Littérature
La jeunesse de Beatrix Potter a inspiré à Marie-Aude Murail son roman Miss Charity, publié en 2009 à l'École des loisirs.
L'album Amoureuse de la nature. L'Incroyable Destin de Beatrix Potter (Saving the Countryside) retrace la vie de Beatrix Potter, de ses premiers dessins à ses acquisitions foncières dans le Lake District pour éviter l'urbanisation de la région. Il a été écrit par Linda Elovitz Marshall et illustré par Ilaria Urbinati. Publié en 2020 aux éditions Little Bee Books aux Etats-Unis, il est traduit en français par Sophie Lecoq et publié la même année aux éditions Gallimard Jeunesse.
Dans la saga Les Sept Sœurs de Lucinda Riley, Beatrix Potter est un personnage du tome 3, La Sœur de l’ombre.
Dans le roman Scary Stories for Young Foxes de Christian McKay Heidicker (en), une version sombre de Beatrix Potter est une des antagonistes du livre : elle capture des animaux dont elle s’inspire pour ses écrits, et qu’elle peint pour ensuite emprisonner leur âme dans ses peintures, après quoi les animaux finissent empaillés.

### Cinéma
L'histoire de la vie de Beatrix Potter est adaptée par Chris Noonan dans le film Miss Potter, sorti en 2006, avec Renée Zellweger dans le rôle de Beatrix Potter et Ewan McGregor dans le rôle de Norman Dalziel Warne.
Le conte Pierre Lapin est adapté au cinéma par Will Gluck sous le même titre (Peter Rabbit en version originale). Dans ce film sorti en 2018, le personnage de Beatrix Potter (incarnée par Rose Byrne) protège les lapins de Joe (incarné par Sam Neill) et Thomas McGregor (incarné par Domhnall Gleeson). Une suite, intitulée Pierre Lapin 2 : Panique en ville, sort en 2021.

### Télévision
Dans la série télévisée Warehouse 13, l'un des artefacts est le service à thé de Beatrix Potter.

### Animation
L'œuvre de Beatrix Potter a fait l'objet de dessins animés réalisés par les studios Frederick Warne & Co. et TVC London. Ces studios ont réalisé neuf films, d'une durée de 25 minutes chacun, entre 1992 et 1993.
1. L’Histoire de Pierre et Jeannot Lapin
2. L’Histoire de Samuel le Moustachu
3. L’Histoire de Tom Chaton et de Sophie Canetang
4. L’Histoire de Madame Piquedru la blanchisseuse et de Jérémie Pêche-à-la-ligne
5. L’Histoire du tailleur de Gloucester
6. L’Histoire de Rebondi Cochonnet
7. L’Histoire des Lapins de Flopsaut
8. L’Histoire de Monsieur Tod
9. L’Histoire des deux souris

En 2012, la série d'animation 3D Pierre Lapin adapté le conte du même nom.

### Expositions
L'exposition "Beatrix Potter : Drawn to Nature" s'est tenue à Londres, au Victoria and Albert Museum, du 12 février 2022 au 8 janvier 2023.